# جير بلوك
جير بلوك (بالهولندية: Ger Blok)‏ هو مدرب كرة قدم ولاعب كرة قدم هولندي، ولد في 16 أكتوبر 1939 في أمستردام في هولندا، وتوفي في 19 ديسمبر 2016 في آنا بولونا في هولندا.